# 赵耀
赵耀(1967年12月—)，北京交通大学信息科学研究所所长，北京交通大学计算机与信息技术学院教授，长期从事图像编码、多媒体信息处理等领域的研究。

## 生平
赵耀教授于1989年获得福州大学无线电工程系工学学士学位，1992年获得东南大学无线电工程系工学硕士学位，1996年在北京交通大学信息科学研究所获得工学博士学位，同年留校工作。

## 荣誉与奖项
- 2018年，中国电子学会优秀科技工作者
- 2017年，第三批国家“万人计划”科技创新领军人才获得者
- 2015年，中国国家百千万人才入选者
- 2012年，中华人民共和国教育部长江学者特聘教授
- 2010年，中国国家杰出青年基金获得者
- 2006年，享受中国国务院政府特殊津贴